# Rēzekne
Rēzekne (lettiska: [ˈrɛːzekne]

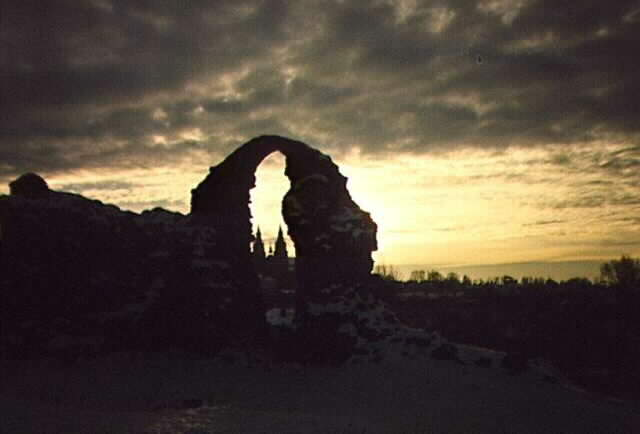
Vinter i Rēzekne. Ruinområdet vid Rēzekneån är sannolikt den mest avfotograferade platsen i Rēzekne. Ruinerna är rester av en befästning. I bakgrunden skymtar tornen på katedralen Jesu Hjärta.

 ( lyssna); tyska: Rositten; polska: Rzeżyca) är en stad i regionen Lettgallen i Lettland, 242 kilometer öster om huvudstaden Riga. Rēzekne har drygt 32 000 invånare (2011). En majoritet, mer än 53 procent, var (1998) etniska ryssar samtidigt som letterna utgjorde 39,5 procent av lokalbefolkningen. År 2014 var 45,7 % ryssar och 44,4 % letter. Staden har högskola, Rēzeknes augstskola, med bland annat lärarutbildning. Runt Rēzekne ligger som ett lapptäcke ängar, småskaliga jordbruk, insjöar och blandskog.

## Historia
Rēzekne hade vid 1935 års folkräkning 13 139 invånare. Av dessa var 44 % letter, 25 % judar, 22 % ryssar och 7 % polacker.
Borgen i Rēzekne är från 1285 och tillhörde den tyska orden.

## Kommunikationer och administration
Rēzekne genomkorsas av två järnvägslinjer med – vid sidan av godstrafiken – daglig personbefordran till Moskva och Sankt Petersburg. Rēzekne är sista lettiska anhalt för fjärrtågstrafiken österut - nästa hållplats ligger i Ryssland. Närheten till gränsen förklarar varför tullhantering präglar Rēzeknes två stationsområden. Genom staden rinner i öst-västlig riktning Rēzekneån. Biltrafiken leds genom Rēzekne på snörrätta gator. Den största heter Atbrīvośanas aleja – Befrielsesallén. Under de sovjetiska åren bar allén namnet Leningatan. Staden har sitt administrativa centrum vid frihetesmonumentet Latgales Mara.
Där ligger Rezeknes största hotell, Latgales viesnica, samt rådhus och tingshus. Rēzekne är känt för täta kontakter med Skandinavien, särskilt med norska aktörer såsom staden Arendal och Aust-Agder fylke. En sida av samarbetet var inrättandet av ett norskt gästlektorat vid högskolan och mellan 1993 och 2000 kunde därför Rēzeknes augstskola erbjuda undervisning i norska. Norska Röda korset ligger bakom upprättandet av en hjälpmedelscentral i nära anslutning till stadens regionsjukhus. Svensk vänort till Rēzekne är Kalmar.

## Kyrkor
Stadens sammansatta befolkning återspeglas i det rika urvalet av kyrkor. Nära Latgales Mara återfinns den rysk-ortodoxa kyrkan och den protestantiska huvudkyrkan. Vid handelsgatan Latgale iela ligger katedralen Jesu hjärta. Samtliga kyrkor håller regelbundet öppet dagtid och besökare har möjlighet att gå in och tända ljus. 

## Handel och näringsliv
Sedan 1997 har Rēzekne en särskild ekonomisk status. Det innebär bland annat skatte- och avgiftsreduktioner för företag som etablerar sig i området. Det mesta av detaljhandeln var intill 1990-talet småskalig. Hushållen gjorde mestadelen av sina inköp över disk i mindre handelsbodar. Dessa utmanades först av varuhuset Universalveikals med öppethållande dygnet runt och stadens första självbetjäningssystem, senare när utländska kedjor som litauiska Maxima och norska Rimi etablerade butiker i staden.